# 阿托斯·亚斯卡里
阿托斯·亚斯卡里（芬蘭語：Aatos Jaskari，1904年4月26日—1962年3月16日），芬兰男子摔跤运动员。他曾代表芬兰参加1932年和1936年夏季奥林匹克运动会摔跤比赛，其中1932年奥运会获得一枚铜牌。